# Internationale katholische bäuerliche und ländliche Vereinigung
Die Internationale katholische bäuerliche und ländliche Vereinigung (en.: International Catholic Rural Association, Abkürzung: ICRA; it.: Associazione Rurale Cattolica Internazionale) ist eine landwirtschaftliche katholische Vereinigung von Gläubigen. Sie wurde 1962 in Rom gegründet und 1965 vom Heiligen Stuhl als eine Internationale katholische Organisation anerkannt. Die NGO ist ein beratendes Mitglied im ECOSOC der UN und der UNESCO.

## Geschichte
Während eines internationalen Treffens katholischer Agronomen und landwirtschaftlichen Beschäftigten entwickelte sich 1962 in Rom die Idee eine Organisation zu gründen, welche ein verbindendes Element zwischen Forschungsinstituten, Körperschaften, Stiftungen, Gemeinschaften und katholischer Bewegungen darstellen könnte. Es entstand die „Internationale bäuerliche und ländliche Vereinigung“, die 1965 als eine Internationale katholische Organisation anerkannt wurde und in das amtliche Register des Päpstlichen Rats für die Laien aufgenommen wurde.

## Selbstverständnis
In Anlehnung und in enger Verbundenheit zur katholischen Soziallehre und getreu dem Evangelium tritt die Vereinigung für die Verbreitung eines Geistes der Solidarität in der Landwirtschaft ein. Zur Erlangung dieser Zielvorgaben tritt sie für die ärmere ländliche Bevölkerung ein und ist bestrebt zu einem globalen sozialen Wachstum und für ein menschliches Gemeinwohl einzutreten. Im Wesentlichen organisiert die Vereinigung Kongresse, Schulungen und ist 2014 in die Organisation und Durchführung des von den Vereinten Nationen ausgerufenen „Jahres der bäuerlichen Familienbetriebe 2014“ eingebunden.

## Organisation und Ausweitung
Aus den derzeit 62 zugehörigen Mitgliedsgemeinschaften wird aus den Vertretern der einzelnen Organisation die Hauptversammlung gebildet, sie ist das höchste Organ. Ihr obliegt alle Entscheidungsgewalt und sie wählt aus ihren Reihen den Präsidenten, dessen Vertreter, den Generalsekretär und den Generalrat. Der Generalrat ist das höchste ausführende Gremium und setzt die Beschlüsse der Hauptversammlung um, er besteht aus dem Präsidenten, den Vizepräsidenten (je Kontinent ein Vizepräsident), dem Generalsekretär, dem Kirchlichen Assistenten, einem Jugendkoordinator und weiteren Vertretern aus den Mitgliedsgemeinschaften.
Die Mitgliedgemeinschaften vereinigen ungefähr 7 Mill. Arbeiter aus dem landwirtschaftlichen Bereichen, sie kommen aus 54 Länder und sind wie folgt vertreten: Afrika (6), Asien (16), Europa (15), Nordamerika (6) und Südamerika (11). Der Hauptsitz ist im Vatikan beheimatet, die Vereinigung veröffentlicht das Zweimonatsbulletin „Icra-Information“ in Englisch, Französisch und Italienisch.